# امبوی (ایندیانا)
امبوی، ایندیانا (به انگلیسی: Amboy, Indiana) یک منطقهٔ مسکونی در ایالات متحده آمریکا است که در ایندیانا واقع شده‌است.

## خصوصیات
امبوی ۰٫۹۱ کیلومترمربع مساحت و ۳۸۴ نفر جمعیت دارد و ۲۴۷ متر بالاتر از سطح دریا واقع شده‌است.